# George Lopez
George Edward Lopez, noto anche con lo pseudonimo di G.Lo (Los Angeles, 23 aprile 1961), è un attore, regista e produttore cinematografico statunitense.

## Biografia
George Lopez ha origini messicane.
Nel 1993 ha sposato l'attrice e produttrice Ann Serrano da cui ha avuto una figlia, Mayan (1996). Nel 2010 la coppia si è separata per poi divorziare l'anno successivo.
Lavora nel mondo del cinema, sia come attore che come regista e produttore. Dal 2009 al 2011 fu il conduttore del talk show serale Lopez Tonight.
Tra i suoi numerosi lavori, ha recitato nella parte di Papi nel film del 2008 Beverly Hills Chihuahua e Rafael nel film del 2011 Rio

## Filmografia parziale

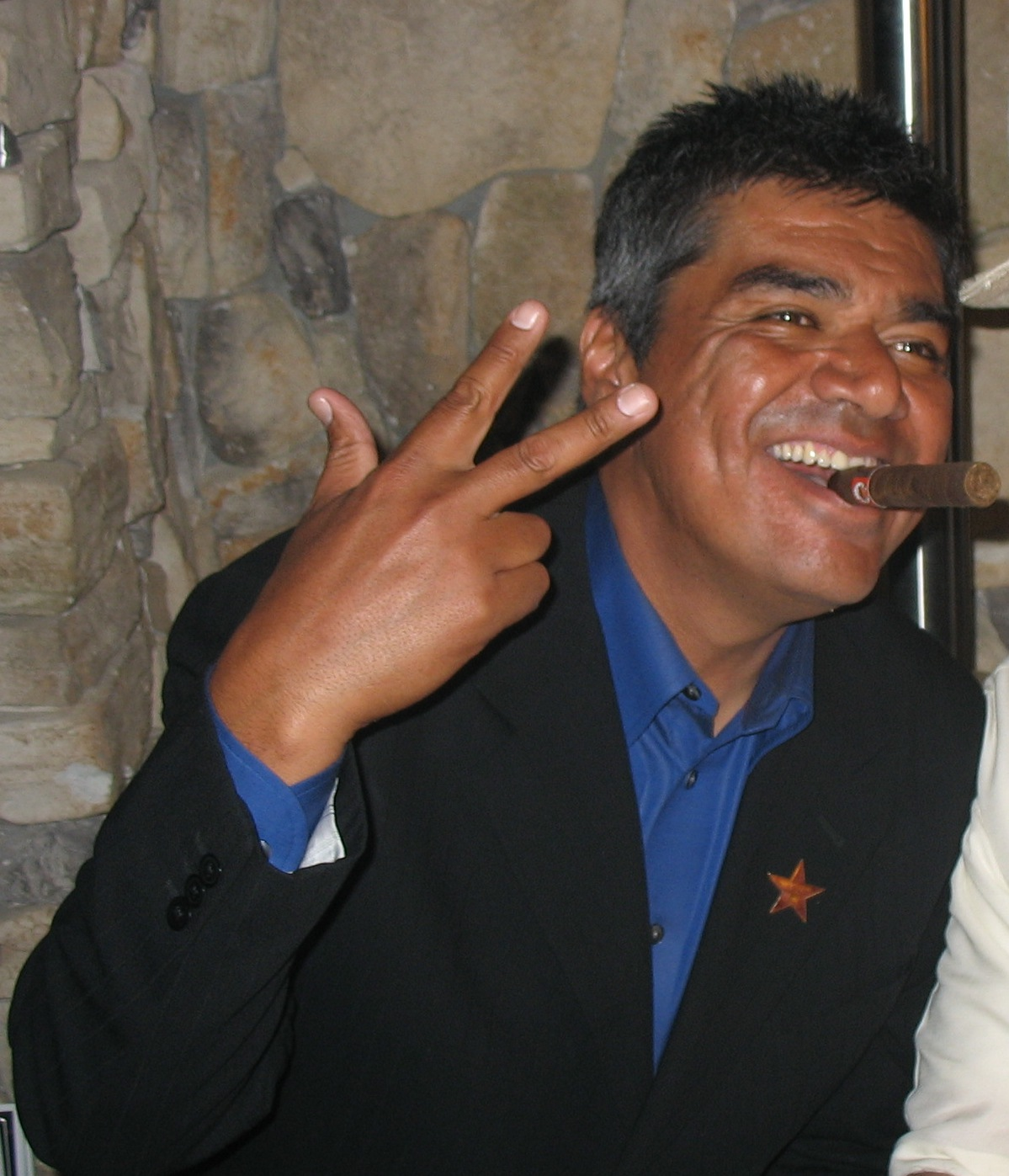
Lopez nel 2007

### Attore
- Bread and Roses, regia di Ken Loach (2000)
- Le donne vere hanno le curve (Real Women Have Curves), regia di Patricia Cardoso (2002)
- Le avventure di Sharkboy e Lavagirl in 3-D (The Adventures of Sharkboy and Lavagirl in 3-D), regia di Robert Rodriguez (2005)
- Balls of Fury - Palle in gioco (Balls of Fury), regia di Robert Ben Garant (2007)
- Henry Poole - Lassù qualcuno ti ama (Henry Poole Is Here), regia di Mark Pellington (2008)
- Swing Vote - Un uomo da 300 milioni di voti (Swing Vote), regia di Joshua Michael Stern (2008)
- Mr. Troop Mom, regia William Dear (2009)
- Operazione Spy Sitter, regia di Brian Levant (2010)
- Appuntamento con l'amore (Valentine's Day), regia di Garry Marshall (2010)
- The Tax Collector - Sangue chiama sangue (The Tax Collector), regia di David Ayer (2020)
- Blue Beetle, regia di Ángel Manuel Soto (2023)

### Televisione
- George Lopez, sitcom (2002-2007) - 120 episodi
- Lopez Tonight, talk show (2009-2011) - conduttore

### Doppiatore
- Beverly Hills Chihuahua, regia di Raja Gosnell (2008)
- Sansone (Marmaduke), regia di Tom Dey (2010)
- Rio, regia di Carlos Saldanha (2011)
- I Puffi (The Smurfs), regia di Raja Gosnell (2011)
- Fuga dal pianeta Terra (Escape from Planet Earth), regia di Cal Brunker (2013)
- I Puffi 2 (The Smurfs 2), regia di Raja Gosnell (2013)
- Rio 2 - Missione Amazzonia (Rio 2), regia di Carlos Saldanha (2014)
- Cani & gatti 3 - Zampe unite (Cats & Dogs 3: Paws Unite!), regia di Sean McNamara (2020)
- Blue Beetle, regia di Angel Manuel Soto (2023)

## Doppiatori italiani
Nelle versioni in italiano delle opere in cui ha recitato, George Lopez è Stato doppiato da:
- Stefano Thermes in The Underdoggs, Blue Beetle
- Roberto Stocchi in Bread and Roses
- Pino Insegno in Appuntamento con l'amore
- Francesco Pannofino ne Le avventure di Sharkboy e Lavagirl in 3-D
- Stefano Mondini in Swing Vote - Un uomo da 300 milioni di voti
- Pasquale Anselmo in Operazione Spy Sitter
- Paolo Marchese in Mr. Troop Mom
- Dario Oppido in The Tax Collector, Reno 911!
- Renato Cecchetto in Balls of Fury - Palle in gioco

Da doppiatore è sostituito da:
- Francesco Pannofino in Beverly Hills Chihuahua, Beverly Hills Chihuahua 2, Beverly Hills Chihuahua 3: Viva La Fiesta!
- Pino Insegno in Rio, Rio 2 - Missione Amazzonia
- Riccardo Rossi ne I Puffi, I Puffi 2
- Diego Suarez in Sansone
- Stefano Thermes in Cani & gatti 3 - Zampe unite